# Carrer Cavallers (Esparreguera)
El Carrer Cavallers és un carrer del municipi d'Esparreguera (Baix Llobregat) que té diversos edificis inclosos en l'Inventari del Patrimoni Arquitectònic de Catalunya.

## Número 2 bis
L'edifici del número 2 bis del carrer Cavallers és un edifici protegit com a bé cultural d'interès local. És un habitatge entre mitgeres de planta baixa i dos pisos. La façana està arrebossada i la remata una cornisa motllurada a manera de ràfec. L'entrada és una gran porta d'arc de mig punt amb dovelles vistes; a la seva esquerra hi ha una petita obertura quadrangular. Al primer pis hi destaca un finestral gòtic amb dues columnes que suporten uns petits arcs de mig punt sobre els que hi ha un cercle buit. Flanquejant el finestral hi ha dues obertures de dimensions més reduïdes i força més austeres. A la part superior, ja a un altre nivell, hi ha dos òculs avui cecs.
Possiblement el finestral gòtic no és originari d'aquest habitatge sinó que en algun moment del segle XX es va incorporar a la façana. Es pensa que prové de Barcelona.

## Número 18

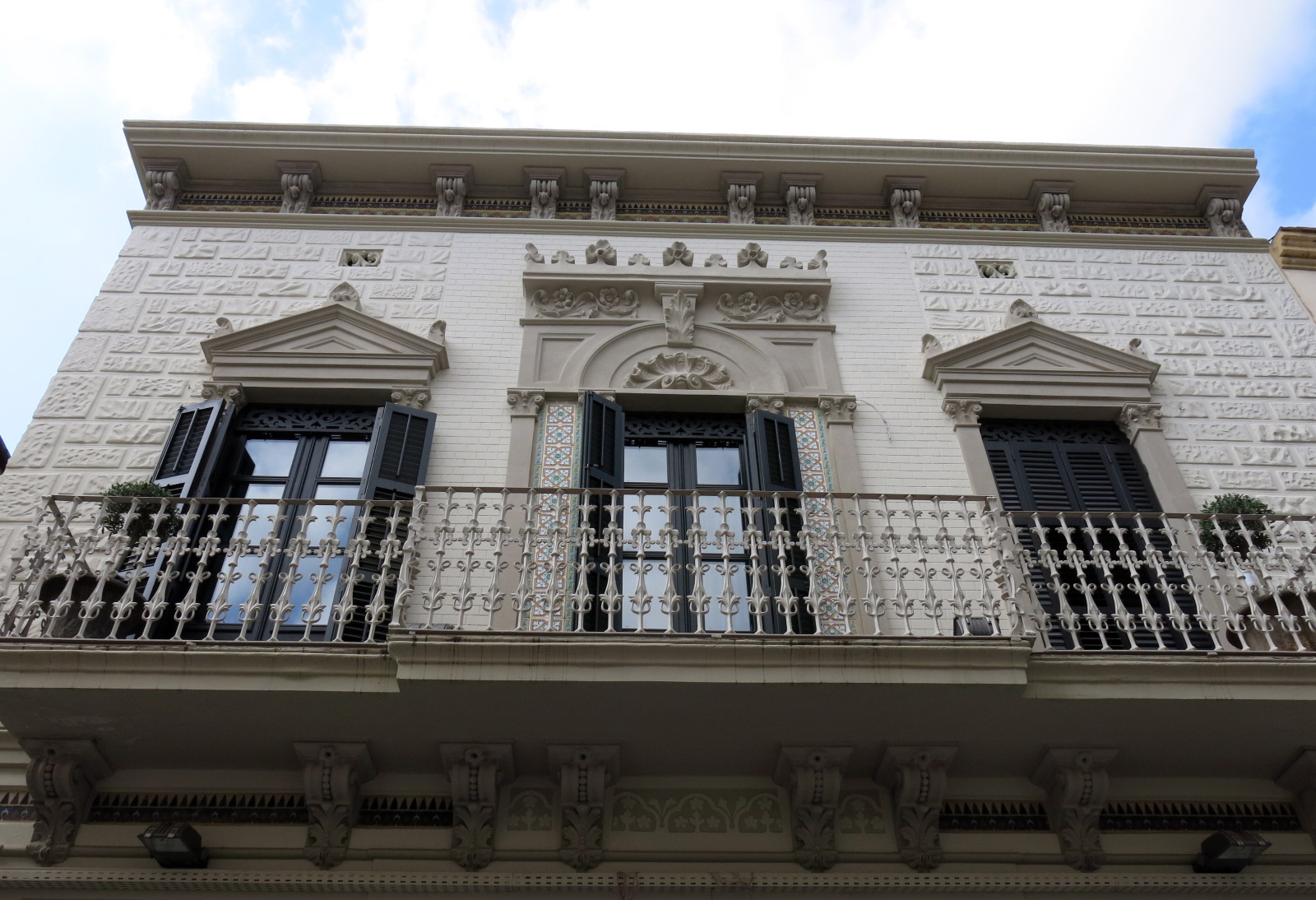
Edifici del número 18 del Carrer Cavallers

L'edifici del número 18 del Carrer Cavallers és una obra del municipi d'Esparreguera (Baix Llobregat) protegida com a bé cultural d'interès local. Habitatge estructurat en planta baixa i pis rematat per una cornisa amb mènsules. Està fet de maó i pedra; la façana està arrebossada en part, imitant la maçoneria. A la planta baixa hi ha tres gran obertures allindanades amb pilastres amb capitell clàssic als brancals, la central és la porta i les altres dues són finestres enreixades. A la planta principal també hi ha tres obertures, alineades amb les anteriors, que formen part d'un balcó corregut que ocupa pràcticament tota l'amplada de la façana. Aquestes obertures, allindanades, estan profusament decorades; les flanquegen pilastres en baix relleu que suporten frontons triangulars als costats i al centre una construcció de major envergadura imitant un arc de triomf molt decorada. Un dels laterals està adossat a un altre habitatge i el que queda lliure, està decorat amb sanefes esgrafiades de motius vegetals. A la part posterior hi ha un jardí romàntic.

## Número 45

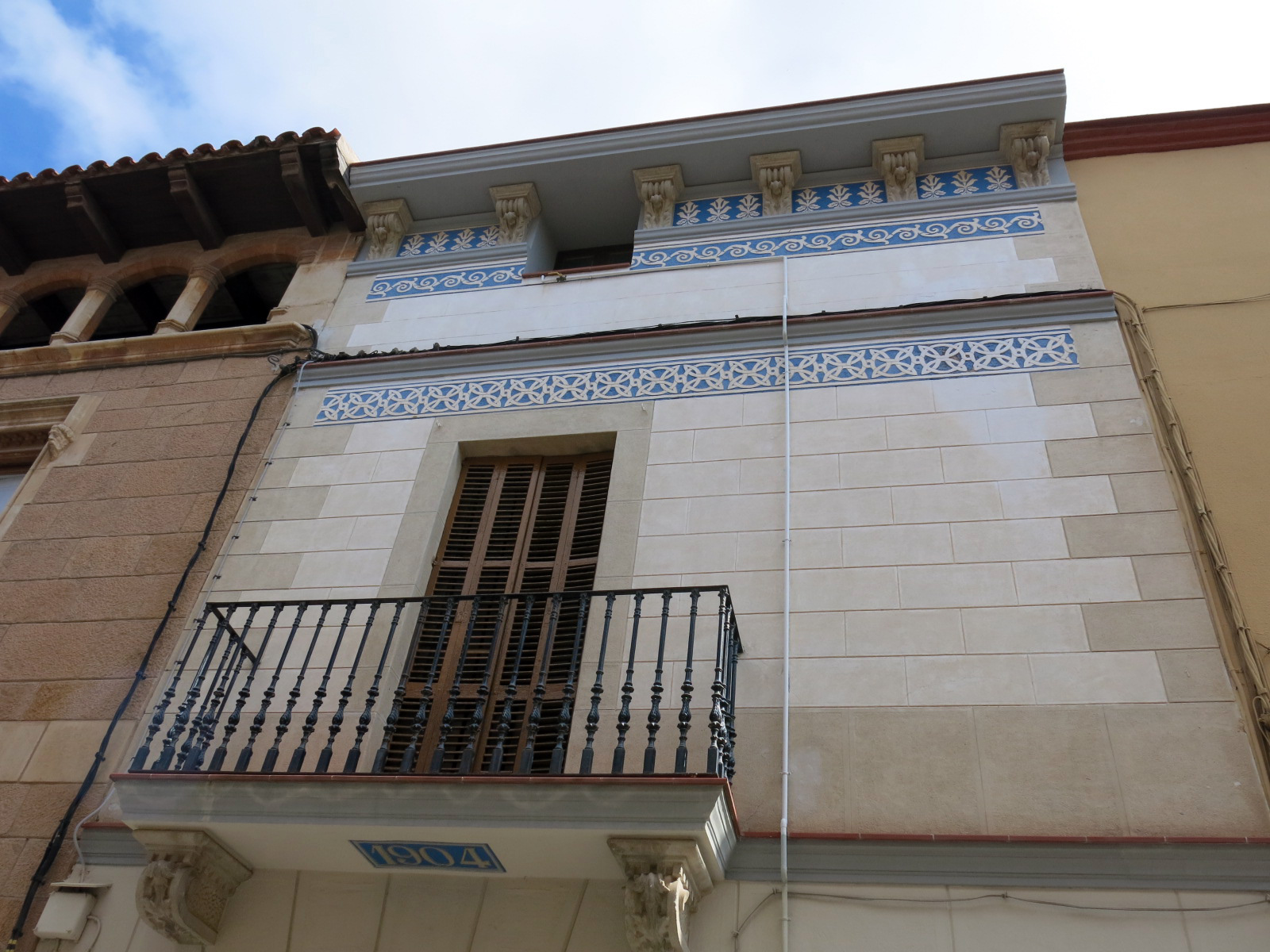
Edifici del número 45 del Carrer Cavallers.

L'edifici del número 45 del Carrer Cavallers és una obra del municipi d'Esparreguera (Baix Llobregat) protegida com a bé cultural d'interès local. És un habitatge entre mitgeres, estructurat en planta baixa i dos pisos superiors. A la planta baixa hi ha la porta d'entrada d'arc pla. Al primer pis hi ha una porta allandada que dona a un balcó sustentat per mènsules amb decoració de dent de serra i volutes. Separant el primer pis del segon hi ha una sanefa amb elements vegetals simplificats. Al segon pis hi ha finestres rectangulars i una sanefa. El ràfec de la teulada està sustentat per unes mènsules.